# Comtat de Kaufman
El Comtat de Kaufman és un comtat localitzat en l'estat de Texas, Estats Units. En el 2000 la població va ser de 71.313 habitants. La capital es troba en la ciutat de Kaufman. Aquest comtat és part del Dallas/Fort Worth Metroplex i es troba al sud-est del Comtat de Dallas. El Comtat de Kaufman va ser nomenat per David Spangler Kaufman, el primer congressista jueu de Texas.

## Economia
Els ingressos mitjans d'un cap de família del comtat eren de USD$44.783 i l'ingrés mitjà familiar era de $50.354. Els homes tenien uns ingressos mitjans de $35.537 enfront de $26.494 de les dones. L'ingrés per capita del comtat era de $18.827. El 7,80% de les famílies i el 10,50% de la població estaven sota la línia de pobresa. Del total de gent en aquesta situació, 13,30% tenien menys de 18 i l'11,80% tenien 65 anys o més.